# Meritxell Mateu i Pi

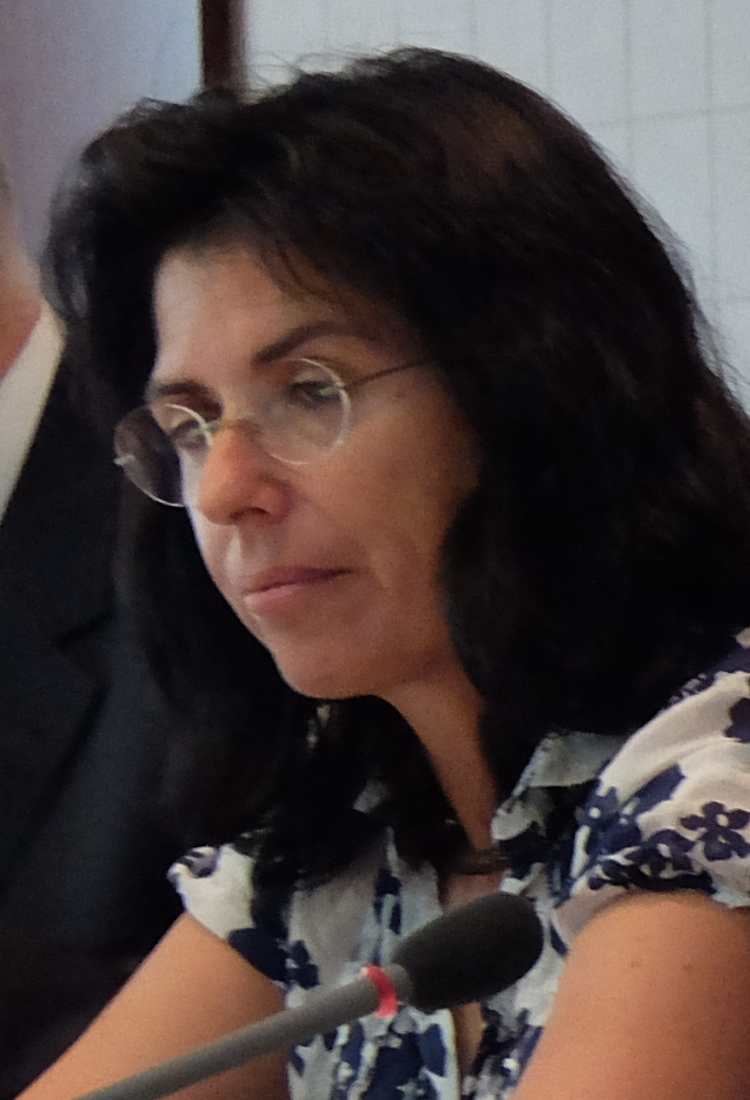
Meritxell Mateu i Pi

Meritxell Mateu i Pi (* 19. Januar 1966) ist eine Diplomatin und Politikerin aus Andorra.

## Biografie
Nach dem Schulbesuch studierte sie Geschichte an der Université Montpellier III (Université Paul Valéry) und schloss dieses Studium mit einem Lizenziat ab. Danach absolvierte sie ein weiteres Studium im Fach Internationale Beziehungen am Freien Institut für Studien der Internationalen Beziehungen in Paris.
Nach ihrer Rückkehr nach Andorra trat sie in den diplomatischen Dienst ein und war zunächst von 1995 zugleich Ständige Delegierte bei der UNESCO, Ständige Vertreterin beim Europarat sowie Botschafterin in Frankreich. Zwischenzeitlich war sie 1997 auch als Botschafterin bei der Europäischen Union sowie in Belgien und Luxemburg akkreditiert. Außerdem war sie 1998 kurzzeitig Botschafterin der Niederlande sowie 1999 in Dänemark.
Zwischen 1999 und 2004 war sie Botschafterin Andorras in der Bundesrepublik Deutschland und in dieser Funktion 2001 auch für kurze Zeit Botschafterin in Slowenien.
Nach ihrer Rückkehr nach Andorra wurde sie im Mai 2005 vom Vorsitzenden der Regierung von Andorra Albert Pintat Santolària zur Ministerin für Wohnungswesen, Bildung, Jugend und Forschung ernannt. Im Rahmen einer Regierungsumbildung war sie anschließend als Nachfolgerin von Juli Minoves Triquell vom 2. Mai 2007 bis zum Ende von Pintat Santolàrias Amtszeit im Juni 2009 Außenministerin Andorras.